# Университет штата Айова
Университет науки и техники штата Айова (англ. Iowa State University of Science and Technology, сокр. Iowa State или ISU), более известный как Университет штата Айова — общественный университет США, расположенный в Эймсе, штат Айова.

## История
В 1856 году Генеральная ассамблея Айовы приняла закон о создании Сельскохозяйственного колледжа Айовы (Iowa Agricultural College) и Демонстрационной фермы. Официально это учебное учреждение было учреждено Генеральной ассамблеей 22 марта 1858 года. Демонстрационная ферма площадью 648 акров (2,62 км²) была куплена за 5 379 долларов.

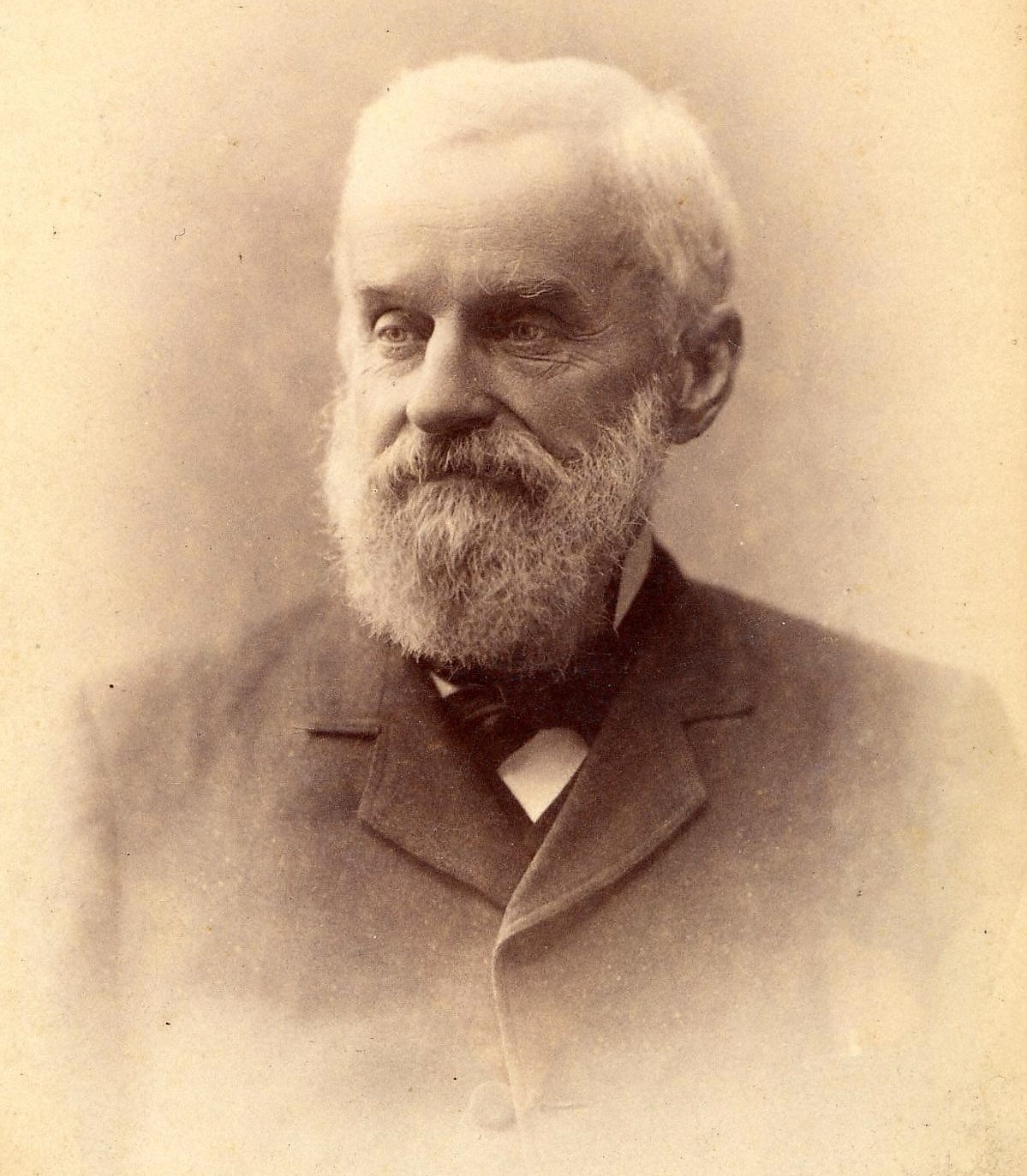
Первый президент колледжа

В 1898—1959 годах учебное заведение называлось Колледж сельского хозяйства и механических искусств штата Айова (Iowa State College of Agriculture and Mechanic Arts). В 1862 году Айова была первым штатом в США, принявшим положения Закона Моррилла 1862 года.
Фермерский дом (Farm House) — первое здание в кампусе колледжа, было построено в 1861 году. Он стал домом для суперинтенданта Демонстрационной фермы, а в последующие годы — деканов учебного учреждения. Первый президент колледжа — Адония Уэлч ненадолго останавливался в Фермерском доме и написал здесь свою инаугурационную речь.
Во время Второй мировой войны колледж был участником программы обучения военно-морского колледжа V-12, которая предлагала студентам возможность службы в ВМС США.
С 1958 года университет является членом Ассоциации американских университетов. 4 июля 1959 года колледж был официально переименован в Государственный университет науки и технологий Айовы (Iowa State University of Science and Technology), однако сокращенное название Университет штата Айова (Iowa State University) продолжает использоваться в официальных документах, включая дипломы выпускников.

## Деятельность
Академические ресурсы Университета штата Айова предлагают более 100 программ бакалавриата, 112 программ магистратуры и 83 программы докторантуры.
В состав университета входят восемь колледжей:
- Сельского хозяйства и наук о жизни
- Бизнеса
- Дизайна
- Инженерных наук
- Выпускников
- Наук о человеке
- Свободных искусств и наук
- Ветеринарной медицины

Президентами Университета штата Айова были:
| - 1868—1883 − Adonijah Welch - 1883—1884 − Seaman A. Knapp - 1885—1886 − Leigh S. J. Hunt - 1886—1890 − William I. Chamberlain - 1891—1902 − William M. Beardshear | - 1903—1910 − Albert B. Storms - 1912—1926 − Raymond A. Pearson - 1927—1936 − Raymond M. Hughes - 1936—1953 − Charles E. Friley - 1953—1965 − James H. Hilton | - 1965—1986 − W. Robert Parks - 1986—1990 − Gordon P. Eaton - 1991—2000 − Martin C. Jischke - 2001—2012 − Грегори Жоффруа - 2012—2017 − Стивен Лит |

С 20 ноября 2017 года президентом университета является Венди Винтерстин (Wendy Wintersteen).
В числе выпускников университета много известных личностей: см. выпускники Университета штата Айова.